# Cwm Ivy
Cwm Ivy (ˈkum aivi) ist ein kleiner Weiler auf der Gower-Halbinsel in Südwales, der zur Community Llangennith, Llanmadoc and Cheriton gehört. Durch seine geographische Lage mit mehreren Natur-Sehenswürdigkeiten im direkten Umland ist der kleine Ort stark in den lokalen Tourismus eingebunden.

## Geographie

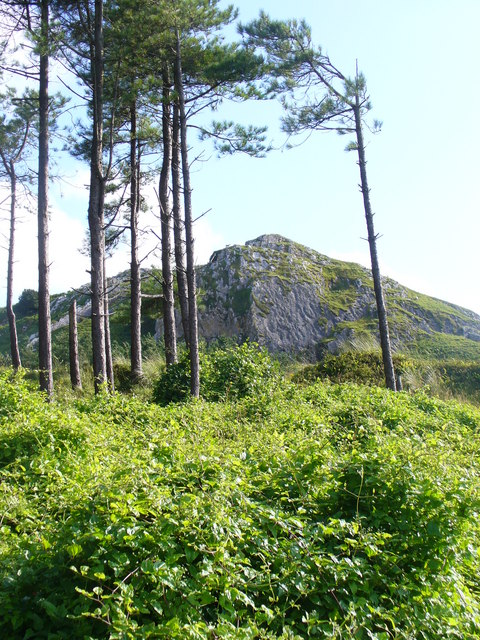
Die Felsformation Cwm Ivy Tor

Cwm Ivy liegt im Nordwesten der südwalisischen Gower-Halbinsel westlich von Swansea. Der kleine Weiler liegt lokal gesehen am Beginn einer kleinen Landzunge zwischen den Stränden Broughton Bay und Whiteford Sands, wenige dutzend Meter nördlich von Llanmadoc. Dabei liegt er knapp über 25 Meter über Meereshöhe. Östlich des Weilers erstreckt sich ein lang gezogenes Waldstück namens Cwm Ivy Woods sowie ein Biotop namens Betty Church Reserve, das de facto Teil der Cwm Ivy Woods ist. Nördlich der Cwm Ivy Woods liegt ein Salzwiesenbiotop namens Cwm Ivy Marsh. Nordnordwestlich des Weilers liegt ferner die Felsformation Cwm Ivy Tor, nördlich die Bone Cave. Direkt durch die Gegend führt auch der Wales Coast Path.
Verwaltungsgeographisch gesehen gehört Cwm Ivy zur Community Llangennith, Llanmadoc and Cheriton der City and County of Swansea. Wahlkreisgeographisch wiederum ist Cwm Ivy Teil des britischen Wahlkreises Gower bzw. dessen walisischem Pendant.

## Infrastruktur
Der kleine Weiler Cwm Ivy besteht nur aus wenigen Häusern. Jedoch gibt es einen kleinen Laden, ferner einen Wanderparkplatz. Daneben spielt auch im Wegenetz die touristische Erschließung mit Wanderwegen im und um den Weiler eine wichtige Rolle.